# Omega Canis Majoris
Omega Canis Majoris (ω CMa / ω Canis Majoris) è una stella visibile nella costellazione del Cane Maggiore, distante circa 960 anni luce dal Sistema solare.
È una stella subgigante bianco-azzurra, appartenente alla classe delle variabili Gamma Cassiopeiae. La sua magnitudine varia tra 3,6 e 4,2 in 20 - 22 ore. Sono state inoltre individuate altre due variazioni periodiche nella luminosità della stella: una di 0,06 magnitudini in circa 5 giorni; l'altra, con un periodo di 1,3667 giorni, potrebbe essere un indice del periodo di rotazione della stella. Le variabili Gamma Cassiopeiae sono stelle Be di sequenza principale o stelle giganti con temperature superficiali comprese fra 10.000 e 30.000 K, caratterizzate da velocità di rotazione molto elevate (fino a 450 km/s all'equatore). Questa velocità provoca l'emissione di grandi quantità di gas all'equatore dell'astro che vanno a formare un disco circumstellare intorno alla stella. Le variazioni cicliche sono probabilmente dovute ad onde spiraleggianti che ruotano lentamente intorno al disco.
Confrontata con il Sole, ω CMa ha una massa pari a 10,5 volte quella solare, un raggio di 7,7 volte quello solare e una luminosità di 11.800 quella solare. La sua eta è stimata di poco inferiore ai 20 milioni di anni e ciò la colloca quasi al termine della fase di sequenza principale.
ω CMa si trova in prossimità di δ Canis Majoris, ad un terzo circa della linea immaginaria che congiunge quest'ultima con η Canis Majoris.